# Сезнёвочный штык
Сезнёвочный штык (от нидерл. seizing и steek; англ. Marline Hitching — «марлинёвое штыкование», нем. Marschlag — «марлинёвые шлаги») — морской крепёжный связывающий временный узел. Состоит из полуузла, где изгиб коренного конца троса прижимает ходовой конец, в то время, как изгиб ходового конца прижимает коренной, то есть 2 конца взаимно блокируются. Используют для крепления клетневины или подвязывания паруса.
Способ крепления паруса «сезнёвочными штыками» — крепче, чем способ с полуштыками. Отличия между этими двумя способами становятся очевидными, если попытаться снять узлы с опоры. Полуштыки сразу же распадаются сами, тогда как «сезнёвочные штыки» превращаются в «простые» узлы на тросе.
Название узла «сезнёвочный штык» происходит от морского термина «риф-сезень» при рифлении собранного паруса на рее.
Также узел используют радиомонтажники, называя узел «монтажным», для собирания в жгуты километры проводов и кабелей.

## Способ завязывания
Закрепить один конец марлиня. Создать колы́шку. Провести ходовой конец троса вокруг реи и пропустить конец снизу внутрь колышки. Затянуть. Повторить действие столько раз, сколько требуется.

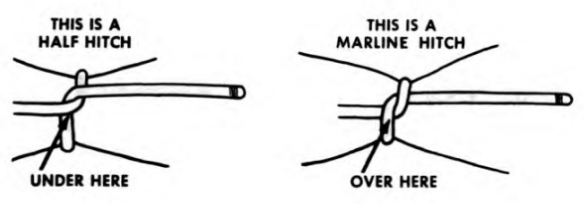
полуштык — слева, полуузел — справа
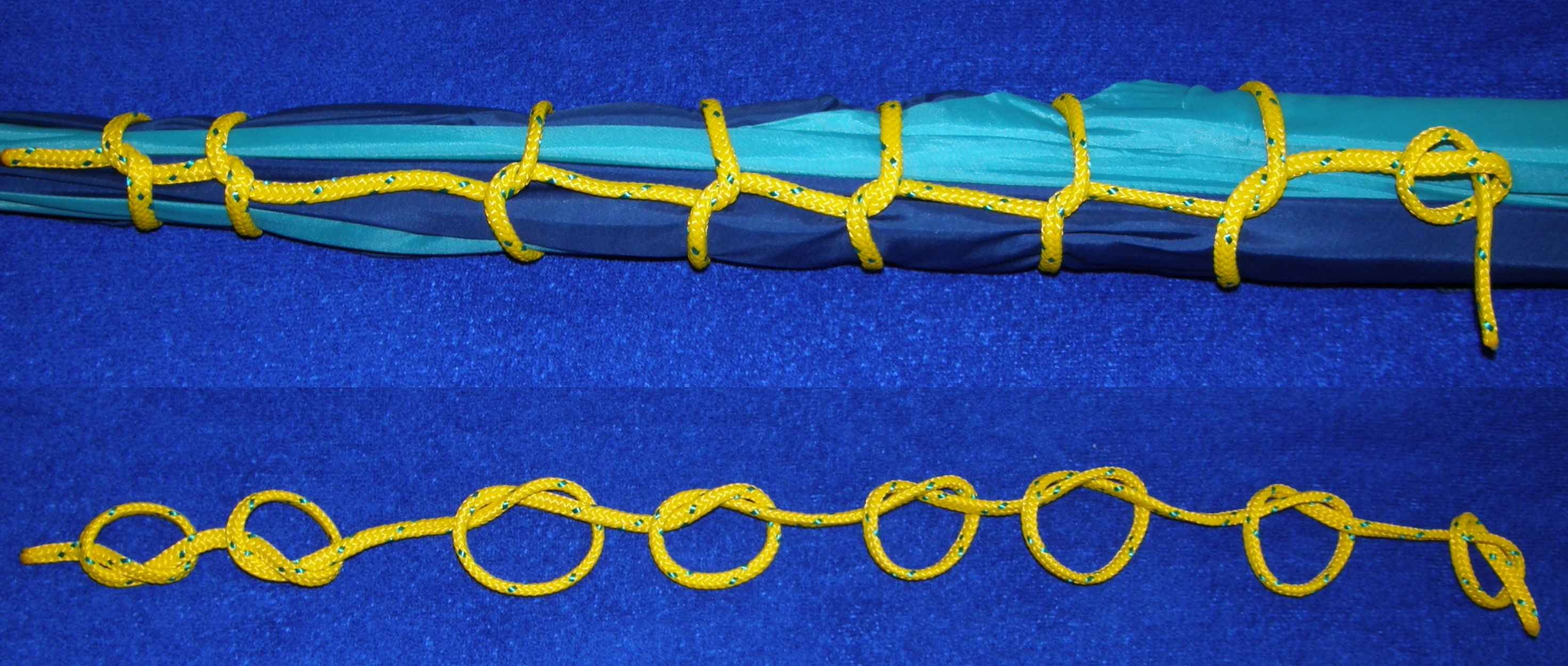
«сезнёвочные штыки» предпочитают при рифлении паруса более, чем «полуштыки», однако на самом деле — это «полуузлы», если снять с опоры, то на тросе останутся узелки
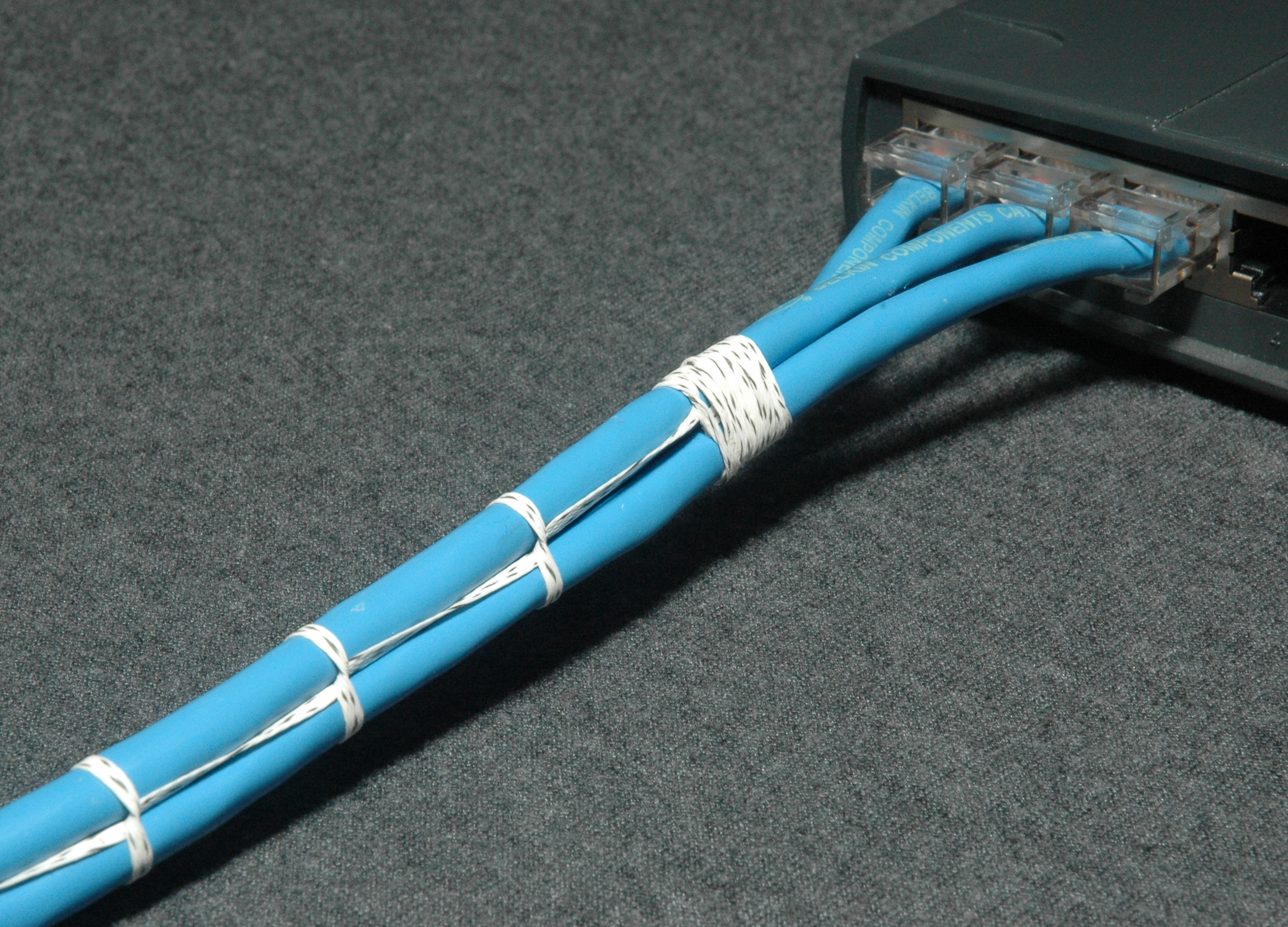
связывание вместе кабелей при помощи сезнёвочного штыка
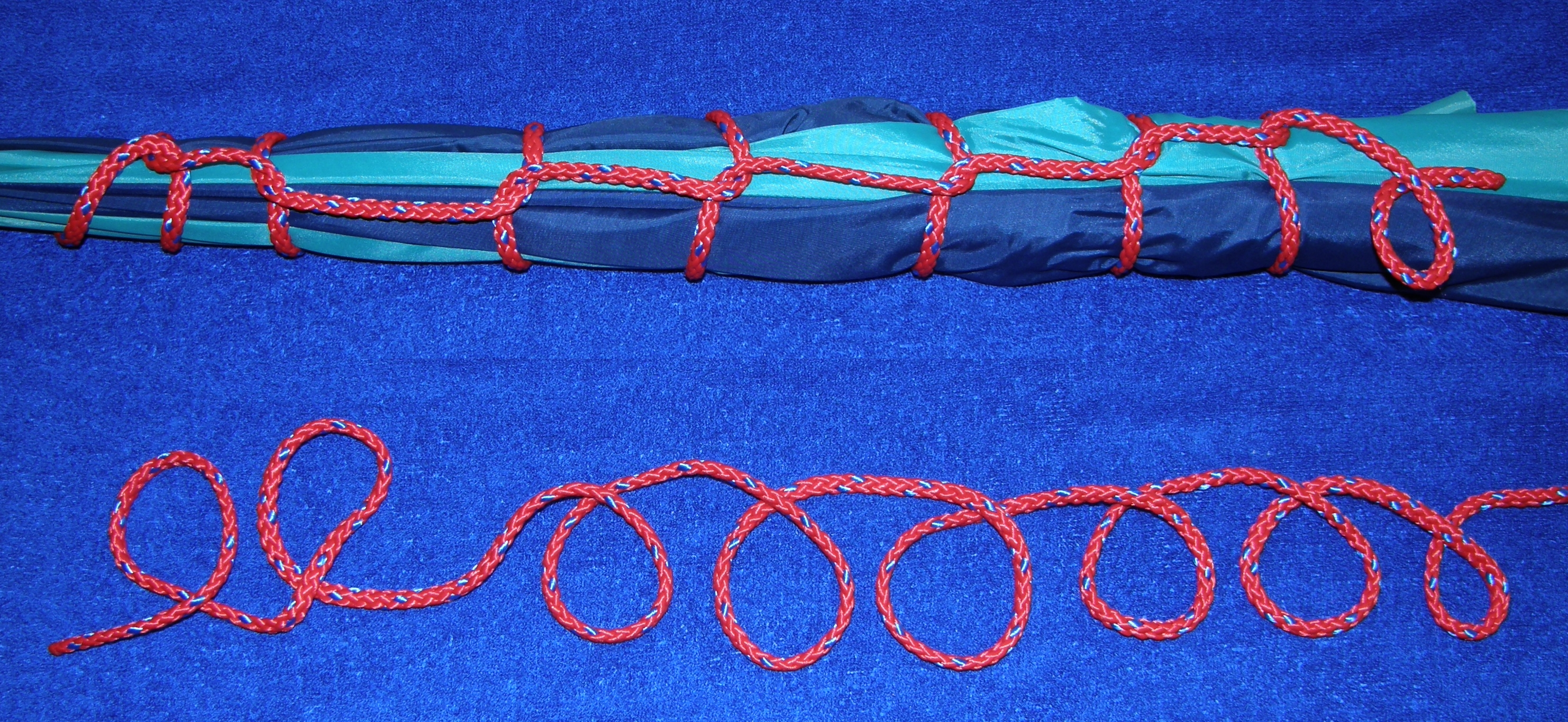
узлы называют «полуштыками», однако на самом деле — это «полуштыки», если снять с опоры, то распадаются сами

## Применение
В морском деле
- В морском деле узел применяют для связывания сложенного паруса на рее

В радиомонтажном деле
- Для собирания проводов в жгуты